# الزجاج المعشق في العصور الوسطى

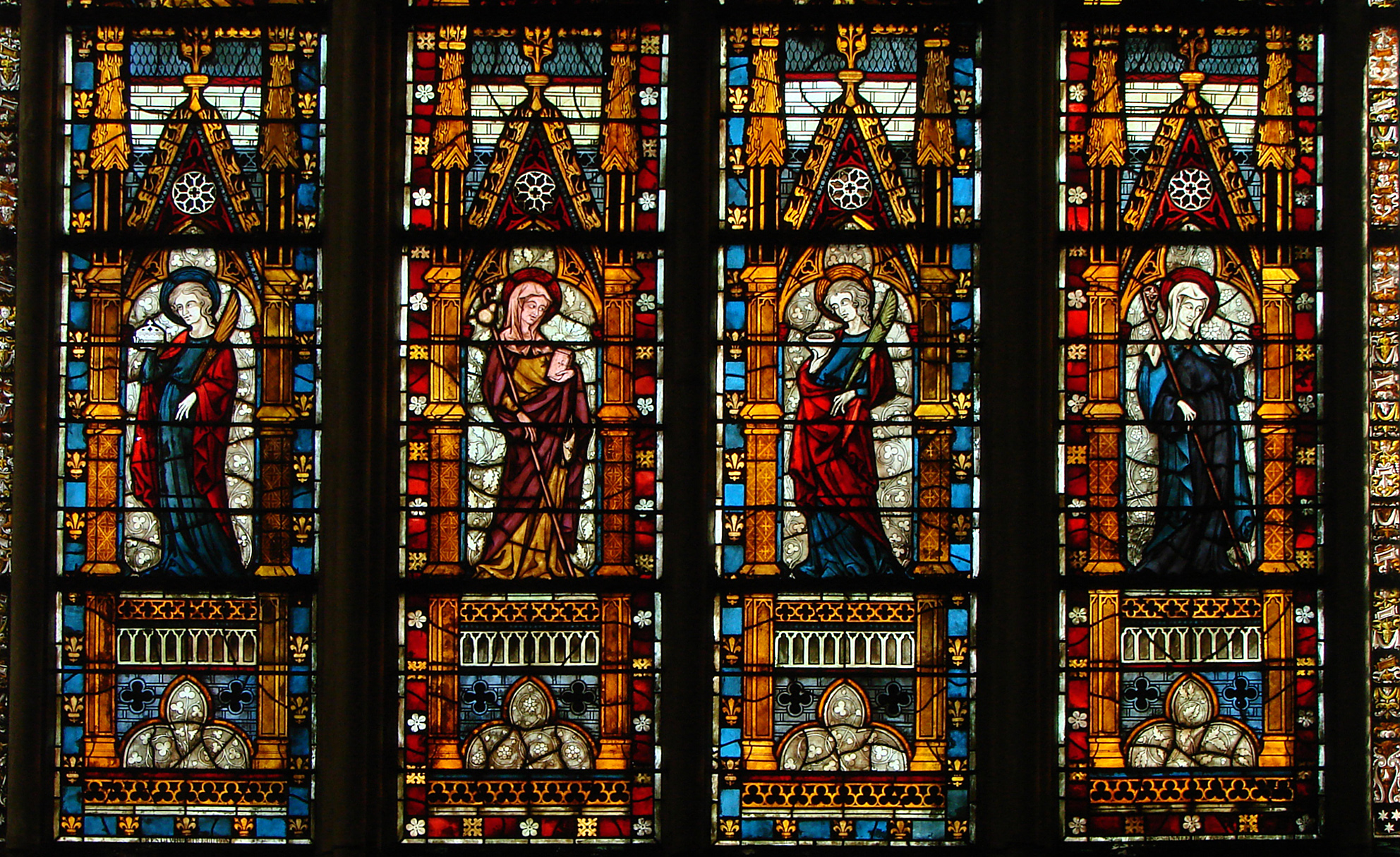
جانب من الزجاج المعشق في كاتدرائية تروا في فرنسا (القرن الرابع عشر)

الزجاج المعشق في العصور الوسطى هو الزجاج المعشق والمطلي في أوروبا خلال العصور الوسطى منذ القرن العاشر وحتى القرن السادس عشر. كانت النوافذ الزجاجية المعشقة خلال معظم هذه الفترة هي الشكل الفني الرئيسي التصويري، ولاسيما في شمال فرنسا وألمانيا وإنجلترا، حيث كانت النوافذ تميل إلى أن تكون أكبر مما كانت عليه في جنوب أوروبا (في إيطاليا، على سبيل المثال، كانت اللوحات الجدارية أكثر شيوعًا). في بعض البلدان، كما هو الحال في السويد وإنجلترا لم يتبق سوى جزء من كمية كبيرة من الزجاج المعشق حتى يومنا هذا.
استُخدمت النوافذ المعشقة غالبًا في الكنائس، وعُثر عليها أيضًا في البيئات المحلية الثرية والمباني العامة مثل قاعات المدينة، على الرغم من أن الأمثلة الباقية من الزجاج في المباني غير الدينية نادرة جدًا بالفعل. كان الغرض من النوافذ المعشقة في الكنيسة هو تعزيز جمال محيطها إرشاد المشاهد إليها من خلال الوصف أو الرمزية. كان الموضوع دينيًا بشكل عام في الكنائس، على الرغم من تضمين «البورتريهات» وشعارات النبالة، والعديد من المشاهد السردية التي أعطت رؤى قيمة عن عالم القرون الوسطى.

## تاريخيًا

### الزجاج المعشق المبكر

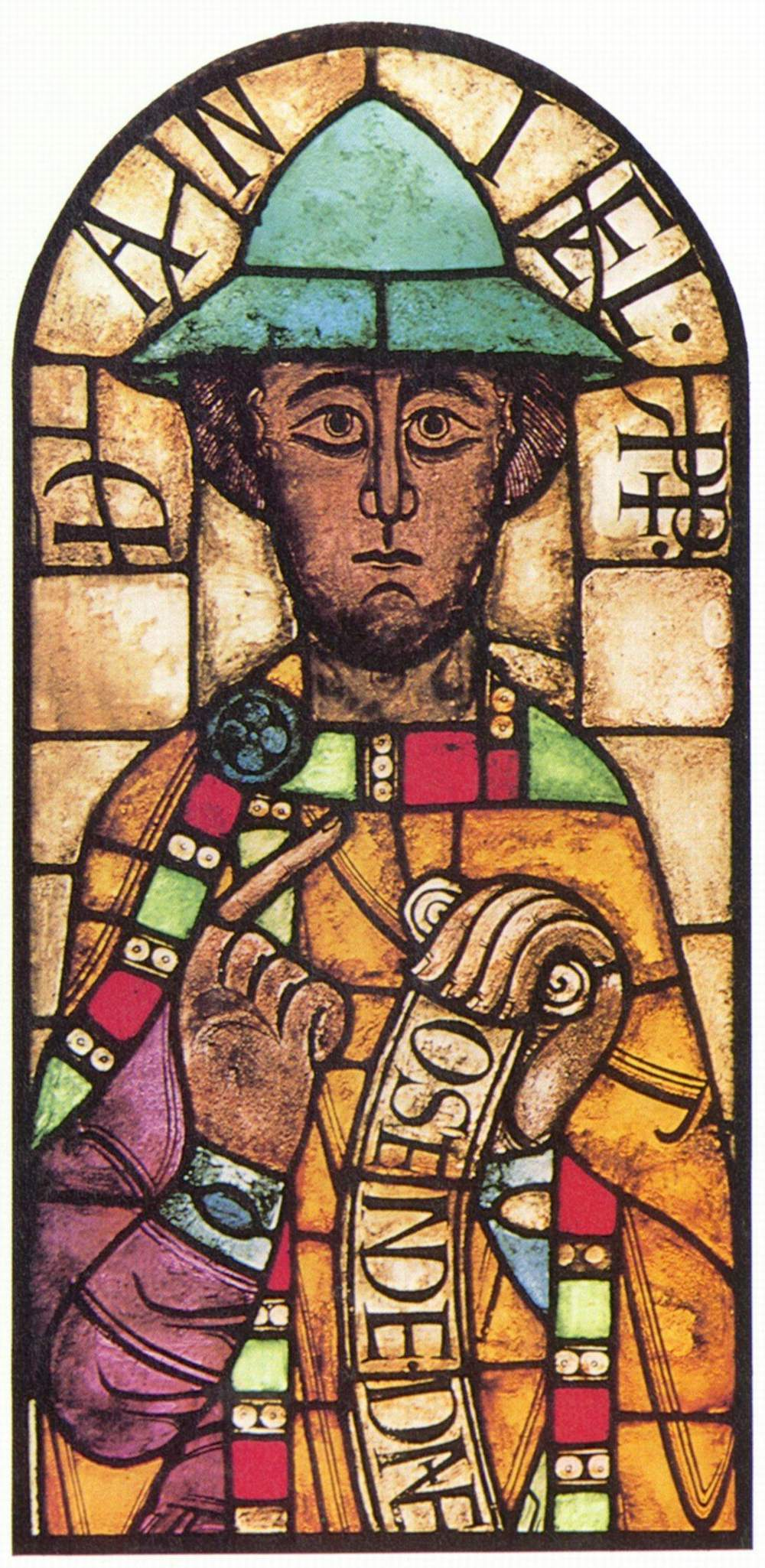
زجاج معشق لدانيال في كاتدرائية آوغسبورغ (نحو سنة 1065)

استُخدم زجاج النوافذ منذ القرن الأول على الأقل، كما صُنع زجاج النوافذ الملون والمطلي للاستخدام في المباني الدينية في وقت مبكر. ربما يكون أقدم مثال موجود على الزجاج المعشق الكنسي هو ذلك من سان فيتالي في رافينا، إيطاليا. اكتُشف زجاج مدور يصور المسيح في جلالته، ويُعتقد أنه يعود إلى القرن السادس.
يعود تاريخ بعض من أقدم الأمثلة المعروفة لزجاج النوافذ المعشق، إلى الفترة بين 800- 820 تقريبًا، عُثر عليها في الحفريات في دير القديس فيسينزو في فولتورنو، إيطاليا. عُثر على زجاج من نفس نطاقات الألوان وبتاريخ مماثل في إنجلترا، في المواقع الرهبانية في جارو ومونكويرماوث، وفي مواقع أخرى في شمال إنجلترا. لم تكن هذه الأمثلة مطلية. مع ذلك، لم يزدد الطلب على الزجاج الملون بشكل ملحوظ حتى ظهور الكاتدرائية الأثرية وحملات بناء الكنيسة في القرنين الحادي عشر والثاني عشر، إذ وصل حينها إلى أعلى مستوى له في القرنين الرابع عشر والخامس عشر. يُعتقد أن أقدم نوافذ الزجاج الملون الناجية التي ما تزال في الموقع هي نوافذ النبي في كاتدرائية أوغسبورغ، نحو عام 1065.
هناك مصدر مفيد من القرن الثاني عشر لصناعة الزجاج في العصور الوسطى هو حول التعليم المتنوع لثيوفيلوس القسيس. كان ثيوفيلوس راهبًا بندكتيًا، يعتقد بعض العلماء أنه روجر من هيلمارشوزن، عامل الزجاج والصباغ الذي مارس عمله في أواخر القرن الحادي عشر وأوائل القرن الثاني عشر. يصف حول التعليم المتنوع عددًا من العمليات الحرفية بما في ذلك صناعة الزجاج والأعمال الملحقة به.
في القرن التاسع الميلادي أو ما قبله (الكتب 1 و2 من مخطوطات مؤلفة من ثلاثة مجلدات)، أُكملت في آخر القرن الثاني عشر من قبل شخص آخر، إيراكليوس، الألوان والفنون البصرية الرومانية، يعطي فيها أيضًا وصفًا دقيقًا لطرق إنتاج الزجاج المعشق، على الرغم من أنه قد نسخ الكثير من التاريخ الطبيعي لبلينيوس الأكبر في نحو عام 77 ميلادي. يُعتبر الآن التاريخ «غير دقيق» لأعمال إيراكليوس في وقت لاحق من فترة القرون الوسطى، إذ ساهم في هذه الفترة ابن أنثوني من بيزا والفنان والمدرب سينينو سينيني وجورجيوس أغريكولا، في نصوص تتعلق بجوانب صناعة الزجاج والأعمال الزجاجية.

## التركب والتصنيع والتوزيع
بالعودة إلى ما قبل عام 1000، كان معظم الزجاج الملون مصنوعًا من تركيبة الصودا والجير والسيليكا. استُبدل بزجاج الصودا في شمال أوروبا بالكامل تقريبًا، زجاج البوتاس والجير والسيليكا (زجاج الغابات). استمر استخدام زجاج الغابات في صناعة الزجاج المعشق طوال فترة العصور الوسطى، حتى بدأ استخدام زجاج الصودا مرة أخرى في القرن السادس عشر.

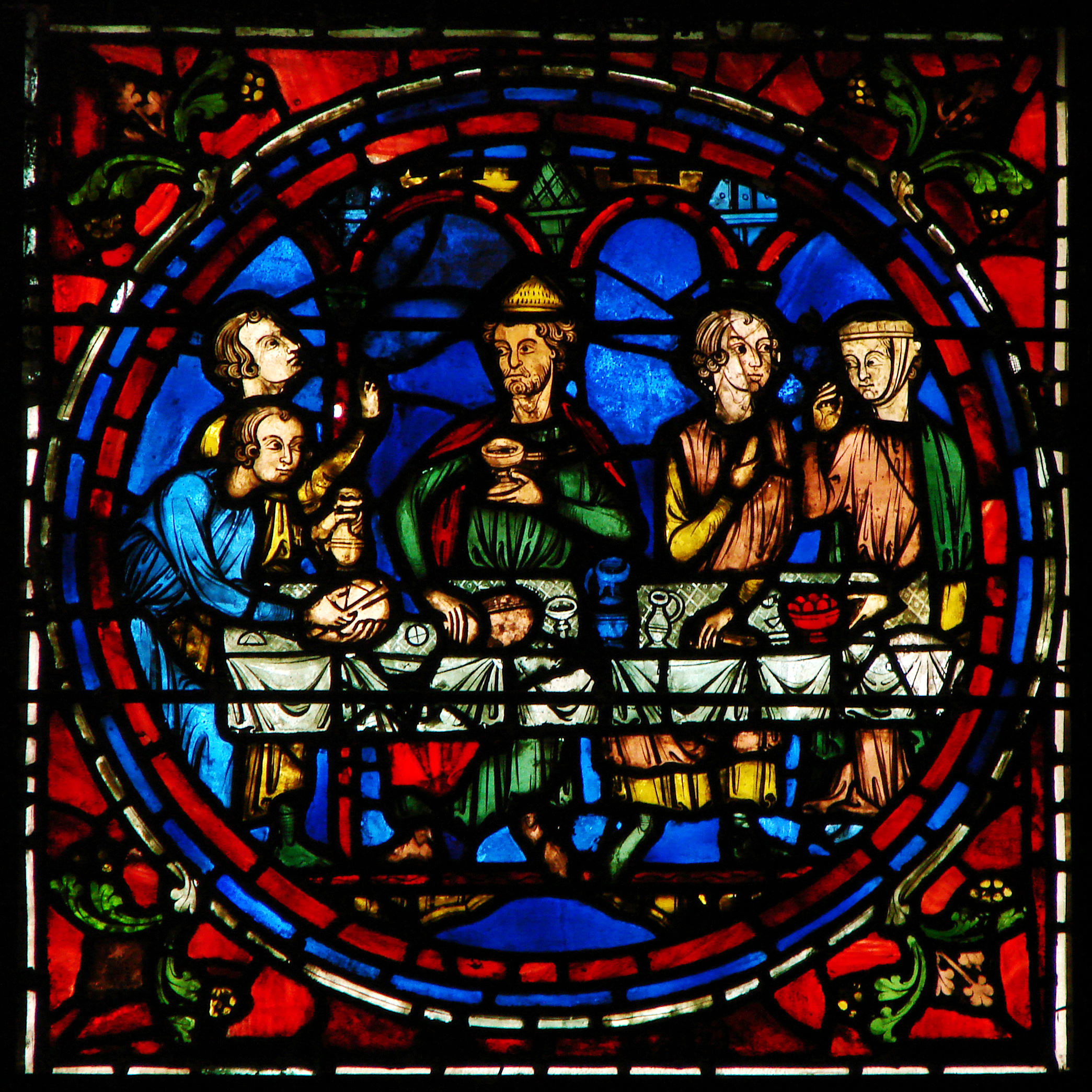
لوحة من الزجاج المعشق في كاتدرائية شارتر

اشتُق البوتاس (K2O) الموجود في زجاج الغابات من رماد الخشب. يصف ثيوفيلوس في كتابه حول التعليم المتنوع، استخدام خشب الزان كمصدر مفضل للرماد. استُخدمت مواد نباتية أخرى مثل السراخس. يشمل رماد الزان بالإضافة لاحتوائه على البوتاس، مجموعة متنوعة من المركبات بما في ذلك أكاسيد الحديد والمنغنيز التي تُعتبر مهمة بشكل خاص لتوليد اللون في الزجاج.
يمكن إنشاء الألواح الزجاجية المعشقة إما عن طريق صفيحة النفخ الاسطوانية أو بطريقة الزجاج التاجي (نافذة).
صُنع زجاج الغابات في بورغندي ولورين بالقرب من نهر الراين، في فلاندرز ونورماندي وفي وديان السين ولوار. توزع هذا الزجاج في جميع أنحاء البر الرئيسي شمال غرب أوروبا وبريطانيا على شكل صفائح جاهزة. طُبقت الزخرفة المطلية والتشكيل النهائي للصفائح في مراكز أعمال الزجاج القريبة من الوجهة النهائية للزجاج.

### اللون
يمكن أن يتأثر لون الزجاج بعدة عوامل. كانت مصادر السيليكا غير نقية في الغالب، وكان أكسيد الحديد أحد أكثر الشوائب شيوعًا. عادة ما يرجع اللون الأخضر في الزجاج غير الملون إلى وجود خليط يحتوي على أيونات الحديدوز (Fe2+) والحديديك (Fe3+) في المصفوفة الزجاجية. من الممكن أيضًا إدخال «الشوائب في مرحلة التزجيج داخل فرن الزجاج، مما يؤدي إلى إضافة المزيد من الألومينا والسيليكا وأكاسيد الحديد.

#### اللون المتأصل
يشير اللون المتأصل إلى الألوان التي قد تتشكل في الزجاج المصهور عن طريق التلاعب ببيئة الفرن. يصف ثيوفيلوس تغيير الزجاج المصهور إلى «لون الزعفران الأصفر» والذي سيتحول في النهاية إلى اللون الأصفر المائل إلى الحمرة عند مزيد من التسخين، ويشير أيضًا إلى «اللون البني المائل إلى الصفرة مثل اللحم» الذي سيصبح في النهائية «أرجواني فاتح» عند مزيد من التسخين وأخيرًا «أرجواني محمر رائع».
تنتج هذه التغيرات السلوكية عن السلوك، في ظل ظروف الأكسدة والاختزال لأكاسيد الحديد والمنغنيز الموجودة بشكل طبيعي في رماد خشب الزان.